# Enver Gjokaj
Enver Gjokaj, född 12 februari 1980, är en amerikansk skådespelare av albanskt ursprung.
Gjokaj spelar rollen som Victor i TV-serien Dollhouse, en Active som blir märkt av Lubov, en medlem av den ryska maffian, med kopplingar till Dollhouse.